# Ozolnieki

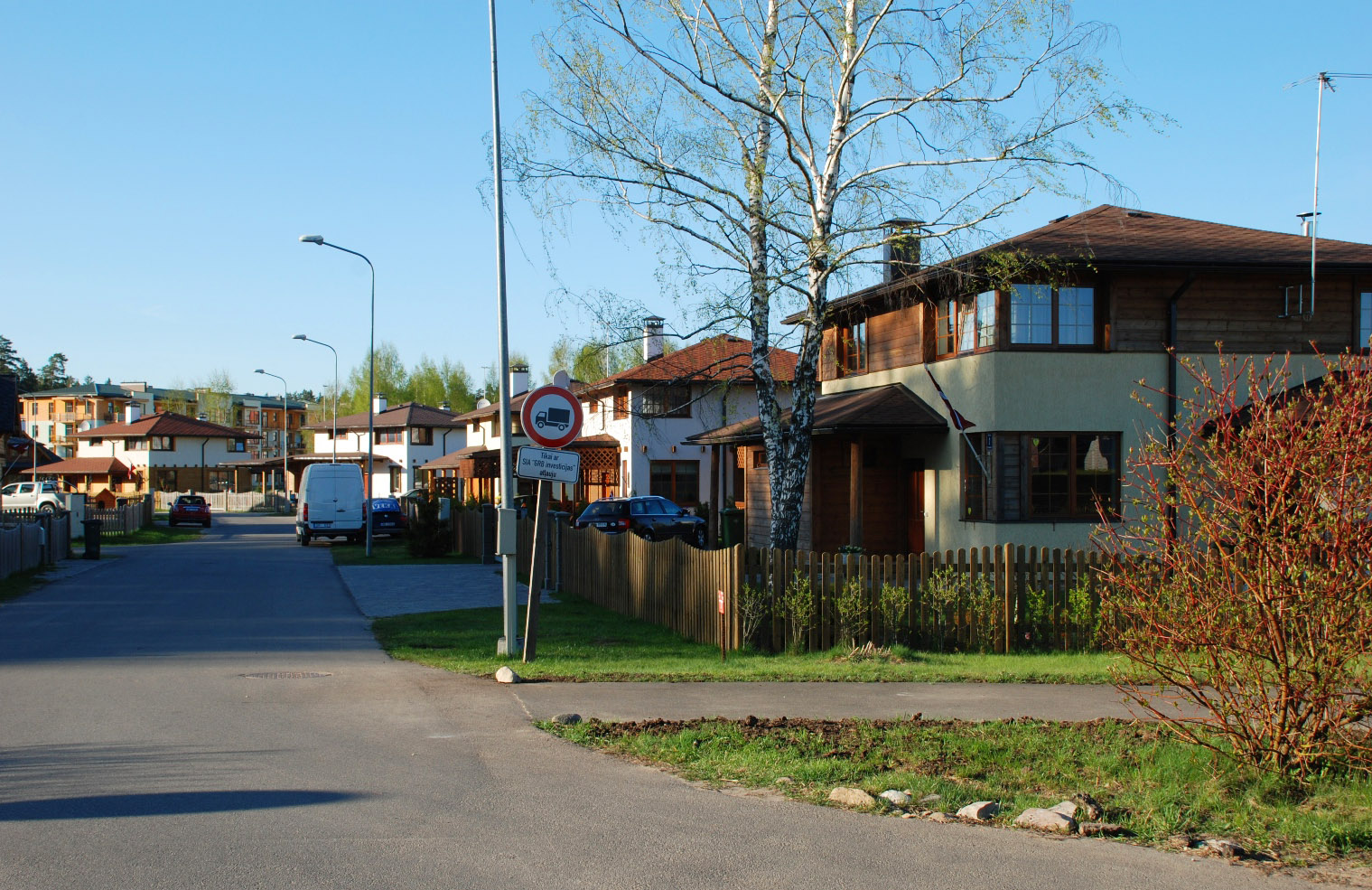
Straße in Ozolnieki

Ozolnieki (dt. Paulsgnade) ist ein Ort in Lettland, etwa 36 km südwestlich von Riga und 6 km östlich von Jelgava (dt. Mitau) gelegen. Im Jahre 2015 zählte Ozolnieki rund 4300 Einwohner.

## Geschichte
Der Ort entstand um ein Rittergut, das von 1605 bis 1704 zur Versorgung der Witwen der Herzöge von Kurland und Semgallen bestimmt war. Nach der Landreform 1920 wurde es enteignet und in 252 Teile für Neusiedler geteilt. 1929 wurde eine eigene Bahnstation an der Strecke Riga–Jelgava (Mitau) eröffnet. Die Ortschaft wuchs besonders, nachdem 1950 hier eine Fabrik für Entwässerungs-Maschinen errichtet wurde.
Ozolnieki war seit 2003 Hauptort eines gleichnamigen Bezirks (Ozolnieku novads) durch die Vereinigung mit der Gemeinde Cena (dt. Zennhof). 2009 kam noch Sidrabene hinzu. 2021 ging der Bezirk im Bezirk Jelgava auf.